# Le Tigre de Malaisie (Buck Danny)
Pour les articles homonymes, voir Le Tigre de Malaisie.
Le Tigre de Malaisie est la dix-neuvième histoire de la série Les Aventures de Buck Danny de Jean-Michel Charlier et Victor Hubinon. Elle est publiée pour la première fois dans le journal Spirou du no 982 au no 1003. Puis est publiée sous forme d'album en 1959.
Le contexte historique, réel ou fictif, est identique à celui de l'épisode précédent, Alerte en Malaisie.

## Résumé
Le scénario de ce récit est découpé en trois phases.

### Une initiative malencontreuse suivie d'une gaffe qui tourne au drame
- enquête de Tuckson, et investigation dans la grande tour du temple, à la recherche de l'émetteur radio clandestin ; démarche qui échoue malencontreusement et manque de tourner à la tragédie, en raison de la profanation du lieu par l'impétrant ;
- étant parvenus à épargner à Tuckson la peine capitale, le Radjah et Susuki en saisissent opportunément l'occasion pour tendre un piège définitif aux trois pilotes : une invitation touristique et culturelle à visiter un temple isolé dans la jungle avoisinante ;
- préalablement miné, le temple en question s'écroule sur le trio ; par chance ce dernier est épargné grâce à leur idée venue fort à propos de se rendre dans les sous-sols du temple ; après plusieurs péripéties, les trois héros finissent par trouver une issue.

### Une désobéissance caractérisée qui fait progresser l'intrigue
- s'affranchissant de la consigne formelle de ne pas manifester leur inespérée survie, Tuckson reprend son enquête dans la grande tour du temple ;
- en découvrant le repaire des bandits (et leur poste émetteur radio) Tuckson apprend le projet imminent d'un bombardement de la base américaine ;
- ayant tout juste le temps d'en informer Danny et Tumbler (partiellement, par radio et à la voix), Tuckson est néanmoins capturé et emmené en otage par les gangsters qui sont désormais démasqués.

### Victoire et dénouement
- parvenu à s'évader, Tuckson revient à la base et donne juste à temps l'alerte prévenant le bombardement : les bombardiers bandits sont descendus ;
- disposant d'éléments de renseignement (fréquences, indicatifs, plans de route) le squadron d'avions américains se lance à la recherche d'un convoi majeur des trafiquants, composé de jonques chargées d'armes de contrebande et en prennent le contrôle ;
- l'organisation criminelle du Tigre de Malaisie est vaincue ; le squadron de Panther rentre à bord du porte-avions Valley Forge ;
- Tuckson est récompensé par une promotion au titre de capitaine.

## Personnages
Outre les trois protagonistes habituels de la série, et ceux de l'épisode précédent (Susuki, le Radjah) interviennent successivement :
- le factionnaire Steve Joyce (planche T.16, case C2),
- un technicien surnommé "Pointy Head" (planche T.16, cases D1 et D2),

et, parmi les gangsters :
- Ernst N... (planche T.19.), pilote d'origine germanique, leader de la formation de bombardiers,
- Ang-Outeng (planche T.40, case C1), opérateur radio (asiatique) sur une jonque du convoi des trafiquants,
- "Boss" (planches T.40, T.42 et T.43), chef (européen) du convoi (indicatif : "Éléphant Noir"), et probablement un des plus hauts dirigeants de l'organisation criminelle du Tigre de Malaisie,
- Till (planche T.40 et T.42), adjoint (européen) du "Boss".

## Avions
- Chasseur embarqué Grumman F9F-5 Panther

- Chasseur terrestre Kawasaki Ki-61 Hien (Tony)

- Bombardier Mitsubishi G3M-2 "Nell"

- Executive Aero Commander 520

- Transport Fairchild R4Q-1 Flying Boxcar (planche T.40., case A1)